# Småhuvad elenia
Småhuvad elenia (Elaenia sordida) är en fågelart i familjen tyranner inom ordningen tättingar.

## Utseende och läte
Småhuvad elenia är en medelstor tyrann med litet huvud och lång stjärt. Den är övervägande olivbrun ovan med två ljusa vingband. Undertill har den ljusgrått på strupe och flanker, medan den är gul centralt på buken. Sången består av ett hårt och gnissligt "weehr-drrrr-whee".

## Utbredning och systematik
Småhuvad elenia förekommer från sydöstra Brasilien (Rio de Janeiro) till östra Paraguay och nordöstra Argentina. Den kategoriserades tidigare som underart till höglandselenia (Elaenia obscura) och vissa gör det fortfarande. DNA-studier visar dock att de inte är varandras närmaste släktingar och urskiljs därför allt oftare som egen art.

## Levnadssätt
Småhuvad elenia hittas i skogar och ungskog. 

## Status och hot
Arten har ett stort utbredningsområde, men tros minska i antal, dock inte tillräckligt kraftigt för att den ska betraktas som hotad. Internationella naturvårdsunionen IUCN listar arten som livskraftig (LC).

## Namn
Elenia är en försvenskning av det vetenskapliga släktesnamnet Elaenia, som i sin tur kommer från grekiskans elaineos, "från olivolja", det vill säga olivfärgad.